# Епархия Куаутемок-Мадеры
Епархия Куаутемок-Мадеры (лат. Dioecesis Cuauhtemocensis-Materiensis) — епархия Римско-католической церкви с центром в городе Сьюдад-Куаутемок, Мексика. Епархия Куаутемок-Мадеры входит в митрополию Чиуауа. Кафедральным собором епархии  Куаутемок-Мадеры является церковь святого Антония Падуанского. В городе Мадера находится сокафедральный собор святого Петра.

## История
25 апреля 1966 года Римский папа Павел VI издал буллу In Christi similitudinem, которой учредил территориальную прелатуру Мадеры, выделив её из архиепархии Чиуауа, епархий Сьюдад-Хуареса и Сьюдад-Обрегона.
17 ноября 1995 года Римский папа Иоанн Павел II издал буллу Cum praelatura, которой преобразовал территориальную прелатуру Мадеры в епархию Куаутемок-Мадеры.

## Ординарии епархии
- епископ Justo Goizueta Gridilla (1970 – 1988);
- епископ Renato Ascencio León (1988 – 1994);
- епископ Juan Guillermo López Soto (1995 – по настоящее время).

## Источник
- Annuario Pontificio, Ватикан,  2007
- Булла In Christi similitudinem, AAS 58 (1966), стр. 623  (лат.)
- Булла Cum praelatura  (лат.)